# Piaroa
I Piaroa (o anche Kuakua) sono un gruppo etnico della Colombia e del Venezuela, con una popolazione stimata di circa 14.500 persone. Questo gruppo etnico è principalmente di fede animista e parla la lingua Piaroa (D:Piaroa-PID02).
Documenti e testimonianze materiali di questa popolazione, raccolti dal missionario Dino Grossa, sono conservati presso i Musei del Seminario vescovile di Treviso.